# Camarota
Camarota is een vliegengeslacht uit de familie van de halmvliegen (Chloropidae).

## Soorten
- C. curvipennis (Latreille, 1805)